# Beacon Press
Beacon Press est une maison d'édition de livres de gauche
américaine à but non lucratif. Fondée en 1854 par la American Unitarian Association, elle est actuellement un département de la Unitarian Universalist Association.
Elle est connue pour avoir publié des auteurs tels que James Baldwin, Mary Oliver, Martin Luther King Jr. et Viktor Frankl, ainsi que les Pentagon Papers.